# Bruce Lee - Dragen slår til igen
Bruce Lee – Dragen slår til igen (Originaltitel: Way of the Dragon, kinesisk: 猛龍過江, kendt som Return of the Dragon i Amerika) fra 1972 var kampsportslegenden Bruce Lees tredje betydningsfulde film i rækken af hans klassikere. Bruce Lee spiller filmens hovedrolle og er også filmens instruktør, manuskriptforfatter og producer. Filmen er indspillet i Rom i 1971 og var Chuck Norris' gennembrud.

## Handling
Tang Lung (Bruce Lee) bliver sendt fra Hong Kong til Rom for at hjælpe en familieven, hvis restaurant er blevet et mål for den lokale mafia. Tang Lung besejrer de lokale gangstere, men dette er i imidlertid ikke nok til at stoppe mafiabossen, som hyrer kampsportseksperter; den bedste, han kender, er kendt som "Colt" (Chuck Norris). Uvægerligt fører dette til en kamp mellem Tang Lung og Colt i Colosseum. 

## Medvirkende
- Bruce Lee som "Tang Lung"
- Nora Miao som "Chen Ching Hua"
- Chuck Norris som "Colt"
- Robert Wall som "Fred" (Colt's student)
- Ing Sik Whang som "Japansk kampsportsudøver"
- Wei Ping-Ao som "Tolk"